# (100688) 1997 YU5
(100688) 1997 YU5 es un asteroide perteneciente al cinturón de asteroides descubierto el 25 de diciembre de 1997 por Takao Kobayashi desde el Observatorio de Ōizumi, Ōizumi, Japón.

## Designación y nombre
Designado provisionalmente como 1997 YU5.

## Características orbitales
1997 YU5 está situado a una distancia media del Sol de 2,785 ua, pudiendo alejarse hasta 3,541 ua y acercarse hasta 2,030 ua. Su excentricidad es 0,271 y la inclinación orbital 6,965 grados. Emplea 1698,39 días en completar una órbita alrededor del Sol.

## Características físicas
La magnitud absoluta de 1997 YU5 es 15,8. 